# Вилла Кареджи
Вилла Медичи в Кареджи (итал. La Villa medicea di Careggi) — одна из старейших вилл (загородных резиденций), принадлежавших семье Медичи. Расположена в слегка холмистой местности периферийного района Кареджи во Флоренции, на улице Виа Гаэтано Пьераччини, 17. Памятник истории и архитектуры XV—XVII веков. В 2013 году вилла Кареджи вместе с другими виллами и садами Медичи включена в список Всемирного наследия ЮНЕСКО.

## История
Район Кареджи издавна был местом уютных загородных домов богатых флорентийских семей. В 1417 году Джованни ди Биччи де Медичи (1360—1429), основатель состояния Медичи, отец Козимо Медичи Старого и прадед Лоренцо Великолепного, приобрёл у Томмазо Липпи земли и владения на холме Монтеривекки. Это была третья загородная вилла семьи после вилл Кафаджоло и Треббио в Муджелло. Она расположена ближе всего к центру Флоренции, поэтому её покупка была стратегически важной. В то время виллы были не только местом отдыха и покоя, но и, благодаря сельскохозяйственной деятельности, экономическими центрами, а в случае необходимости и военными форпостами.

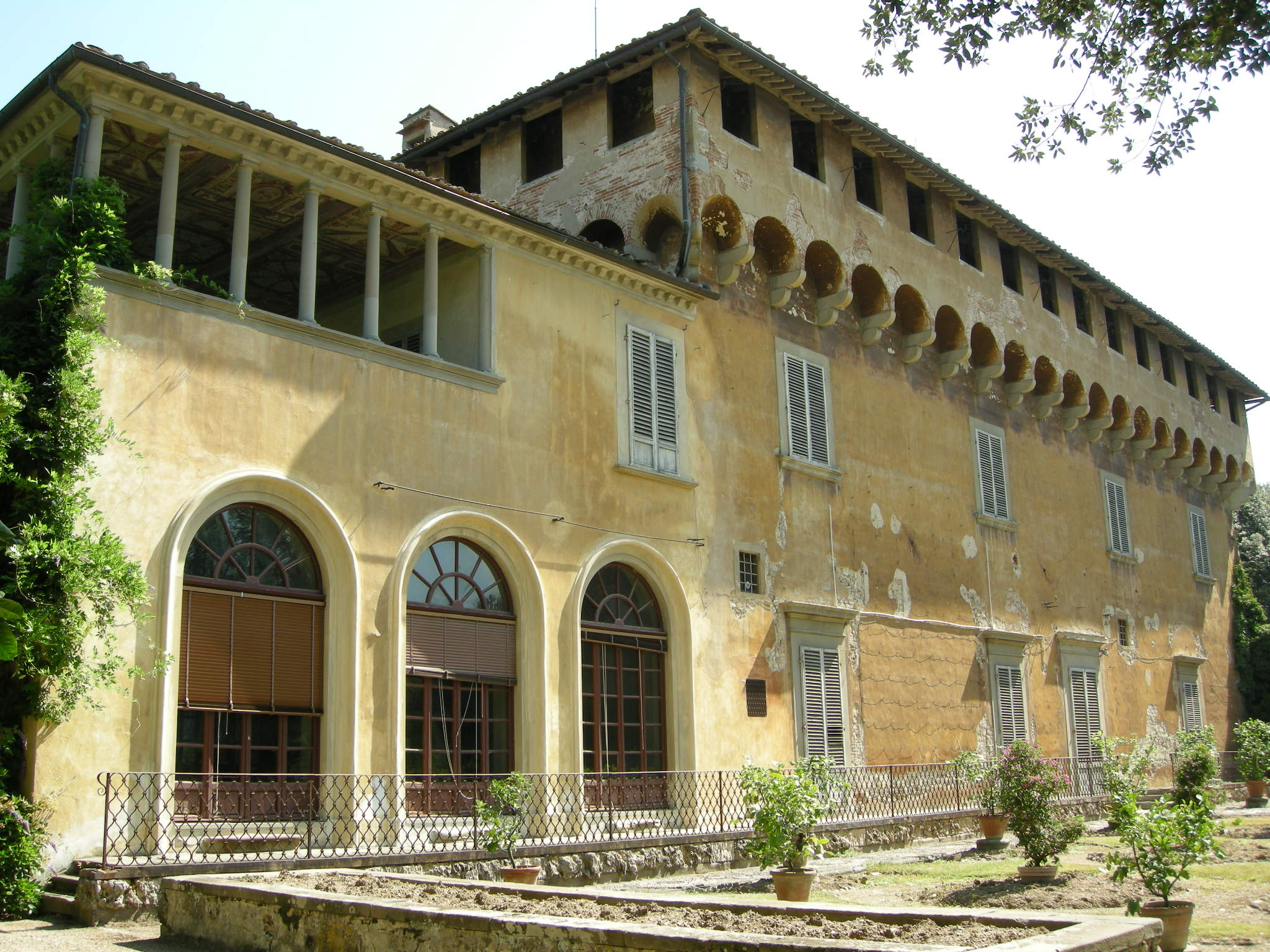
Вилла Кареджи

Сначала виллы располагались и укреплялись подобно средневековым замкам, но затем тосканские гуманисты, заново открыв для себя классические произведения древнеримского философа-стоика и поэта Сенеки, постепенно превратили их в приятные места, где можно проводить интеллектуальные беседы и вести здоровый образ жизни на открытом воздухе. Эти идеи, в частности, изложены Леоном Баттистой Альберти в трактатах «О семье», «О вилле» (1434—1441) и в капитальном труде «Десять книг о зодчестве» (De re aedificatoria, 1443—1452).
Ко времени покупки поместье Кареджи состояло из дворца с двором, лоджии, колодца, погреба, конюшни, башни, огорода и двух домов. После смерти Джованни (1429) его сыновья Козимо Медичи и Лоренцо Старший поручили архитектору Микелоццо, задолго до работ над городской резиденцией Палаццо Медичи на Виа Ларга (начатых около 1444 года).
Работы, по-видимому, были завершены в 1427 году. Козимо Старший, переняв урок древних, понимал культурное призвание мест, где учёба и философские размышления могли происходить в непринужденной обстановке сельской местности. Он перевёз туда свою библиотеку и часть своей коллекции предметов и произведений искусства. В 1459 году Козимо основал там Платоновскую академию — важнейшую философскую школу итальянского гуманизма, в которой участвовали Кристофоро Ландино, Джованни Пико делла Мирандола, Джованни Нези, а также поэты Анджело Полициано, Джироламо Бенивьени, Нальдо Нальди. Не случайно Козимо подарил Марсилио Фичино дом недалеко от виллы, известный как Вилла ле Фонтанелле, чтобы тот всегда был рядом с его семьёй.
Работы архитектора были сосредоточены на внутренних пространствах, начиная с двора, и на фасаде здания. Машикули (балкон на кронштейнах, созданный вдоль внешних стен), наследие средневековой планировки (его можно найти, например, в Треббио), стал казаться скорее цитатой, чем элементом, созданным для обороны. В конечном итоге вилла приобрела вид дворца, а не укрепления, что особенно заметно при сравнении с более архаичными виллами Треббио и Кафаджоло. На вилле сохранилась зубчатая башня, изображенная на рисунках и гравюрах XVII века. Микелоццо также приписывают создание двух боковых крыльев, простирающихся на запад, в сторону сада, которые ниже центрального корпуса и характеризуются на первом этаже двумя открытыми лоджиями с тремя арками каждая и сложными капителями, похожими на те, что находятся во дворе.
В интерьерах к этому периоду относятся камин с барельефами в зале на первом этаже (датируется 1465 годом). Небольшая комната — Студиоло Медичи — расположена в юго-восточном углу виллы. Это помещение с цилиндрическим сводом, стены и потолок которого украшены гротескными фресками: фантастические виды, причудливые растительные, зооморфные и антропоморфные элементы, гармонично расположенные на нейтральном фоне. Герб кардинала Карло Медичи в центре напоминает о происхождении декора, выполненного в начале XVII века.
Лоджия на первом этаже является предметом споров по поводу её авторства: по мнению некоторых, она принадлежит Джулиано да Сангалло, который работал для Лоренцо Великолепного в последние годы его жизни, по мнению других — периоду правления папы Льва X, по мнению третьих, в период после изгнания Медичи, когда герцог Алессандро отремонтировал виллу после 1534 года. Джорджо Вазари писал о работах Понтормо в этой лоджии. Сохранившиеся гротески на потолке работы Микеланджело Чинганелли относятся к периоду кардинала Карло Медичи, чей герб изображён в центре, хотя некоторое сходство со стилем Понтормо породило интересную гипотезу о том, что некоторые части могли быть заимствованы из рисунков этого мастера.
После некоторого периода запустения вилла возродилась, когда она перешла во владение принца Карло Медичи (1609), который после своего назначения кардиналом в 1615 году предпринял масштабный проект реконструкции здания и сада. Среди произведений, которыми можно полюбоваться и в наше время, — росписи зала на первом этаже (с сюжетами из «Освобожденного Иерусалима» Торквато Тассо) работы мастерской Якопо Кьявистелли, украшение лоджии с ионическими колоннами на втором этаже, росписями гротесками, пейзажами и археологическими фантазиями в технике гризайль, небольшой грот и кабинет.

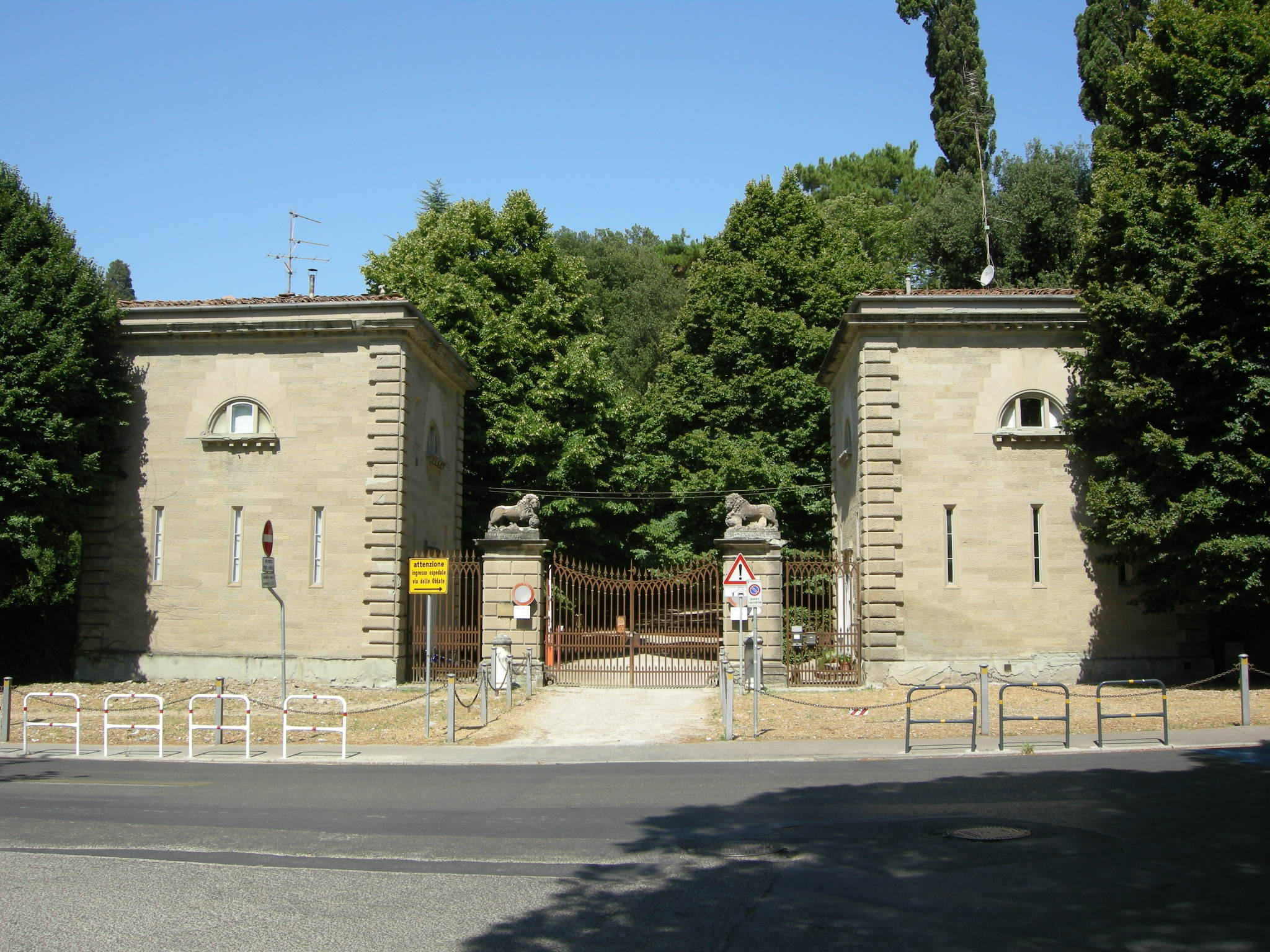
Пилоны главных ворот
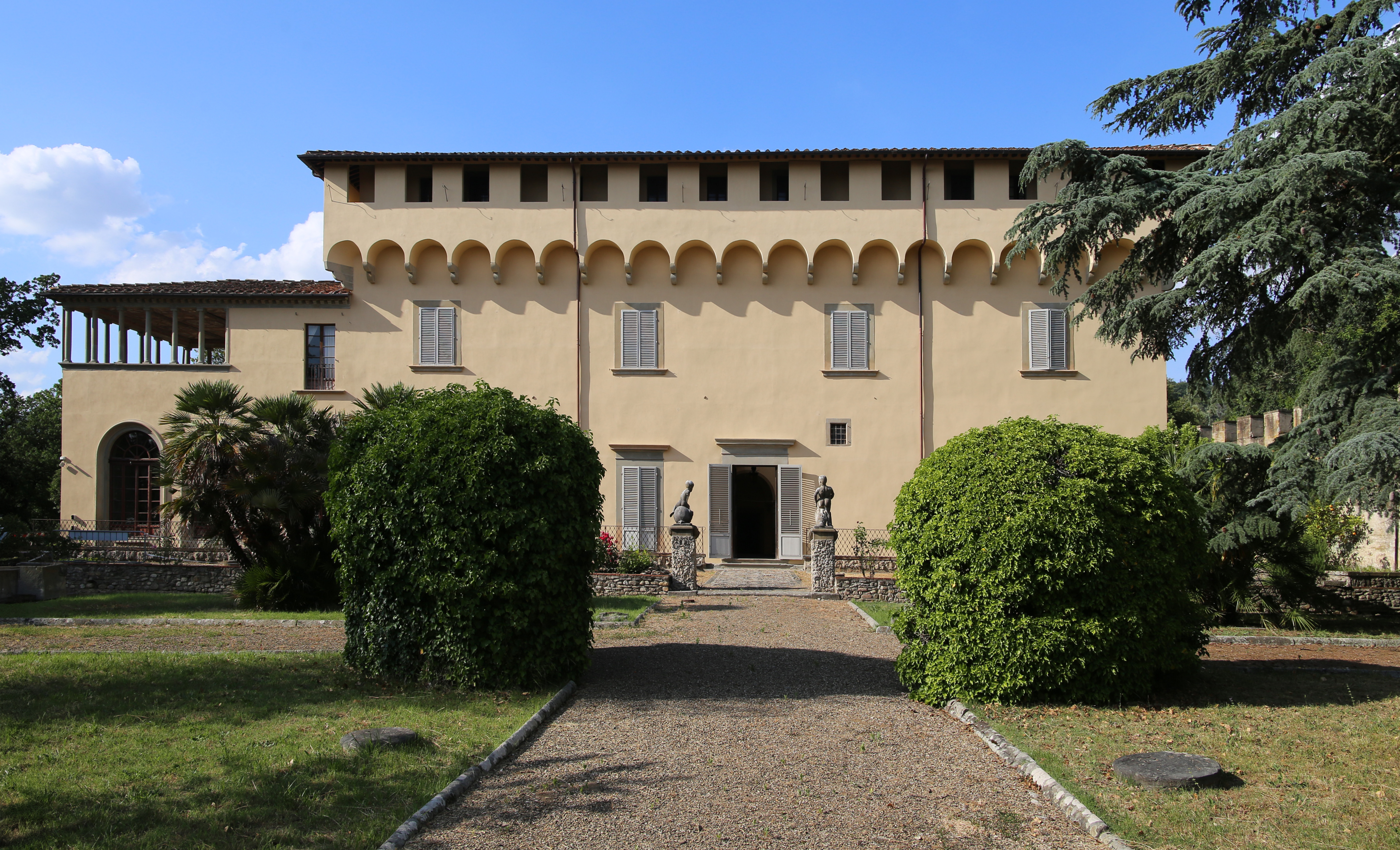
Вход на виллу. Вид из сада
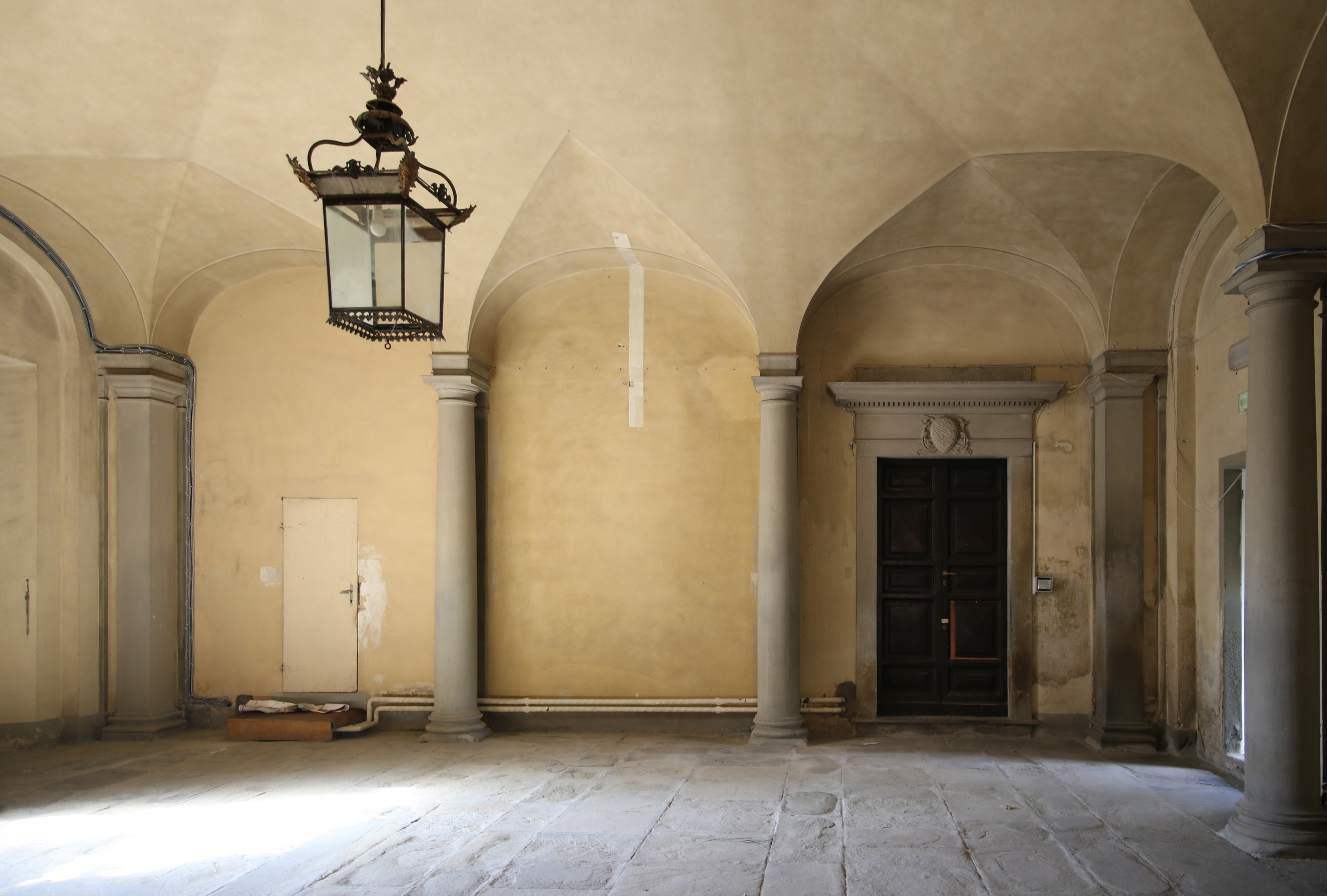
Вестибюль
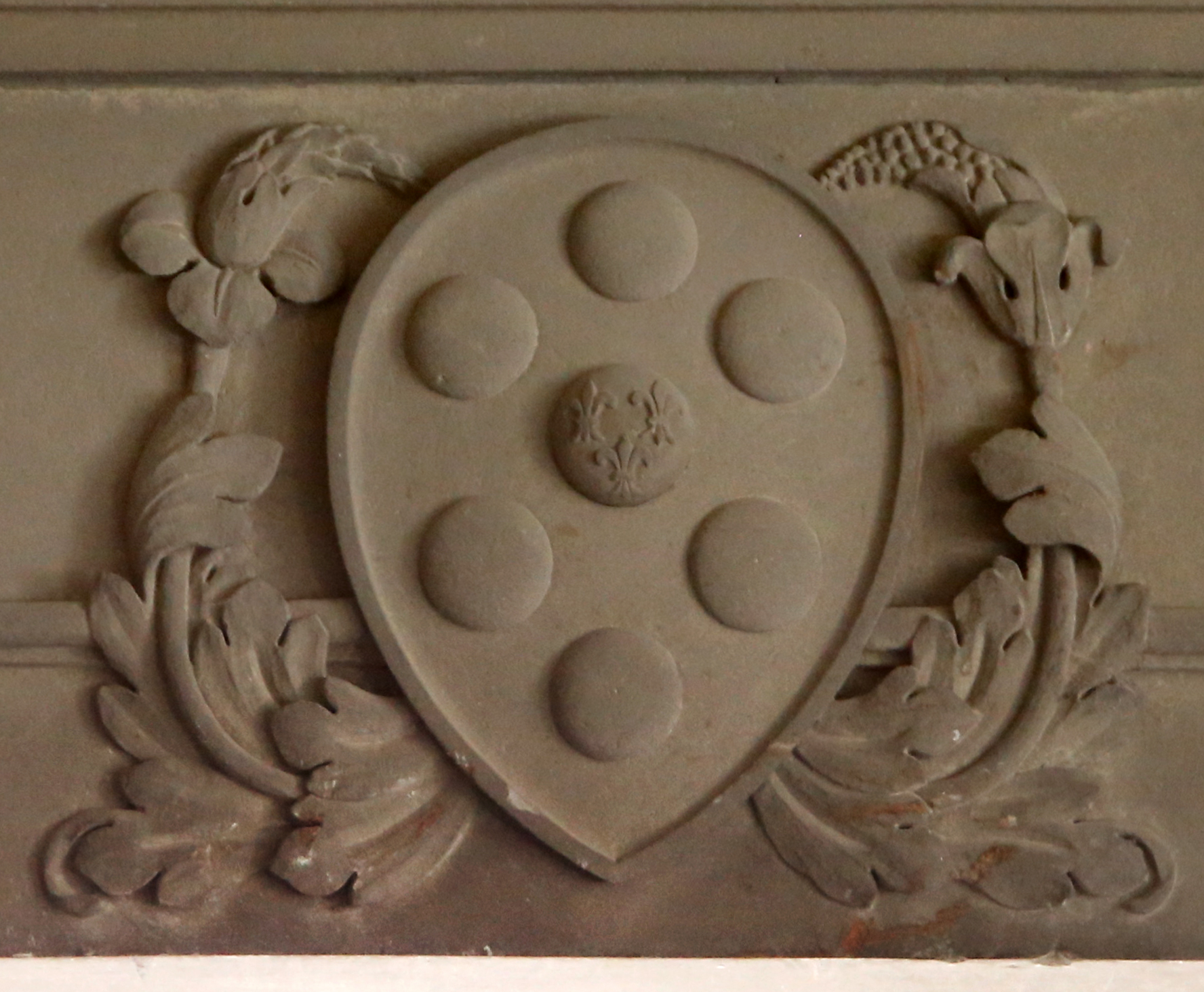
Стемма (герб) Медичи
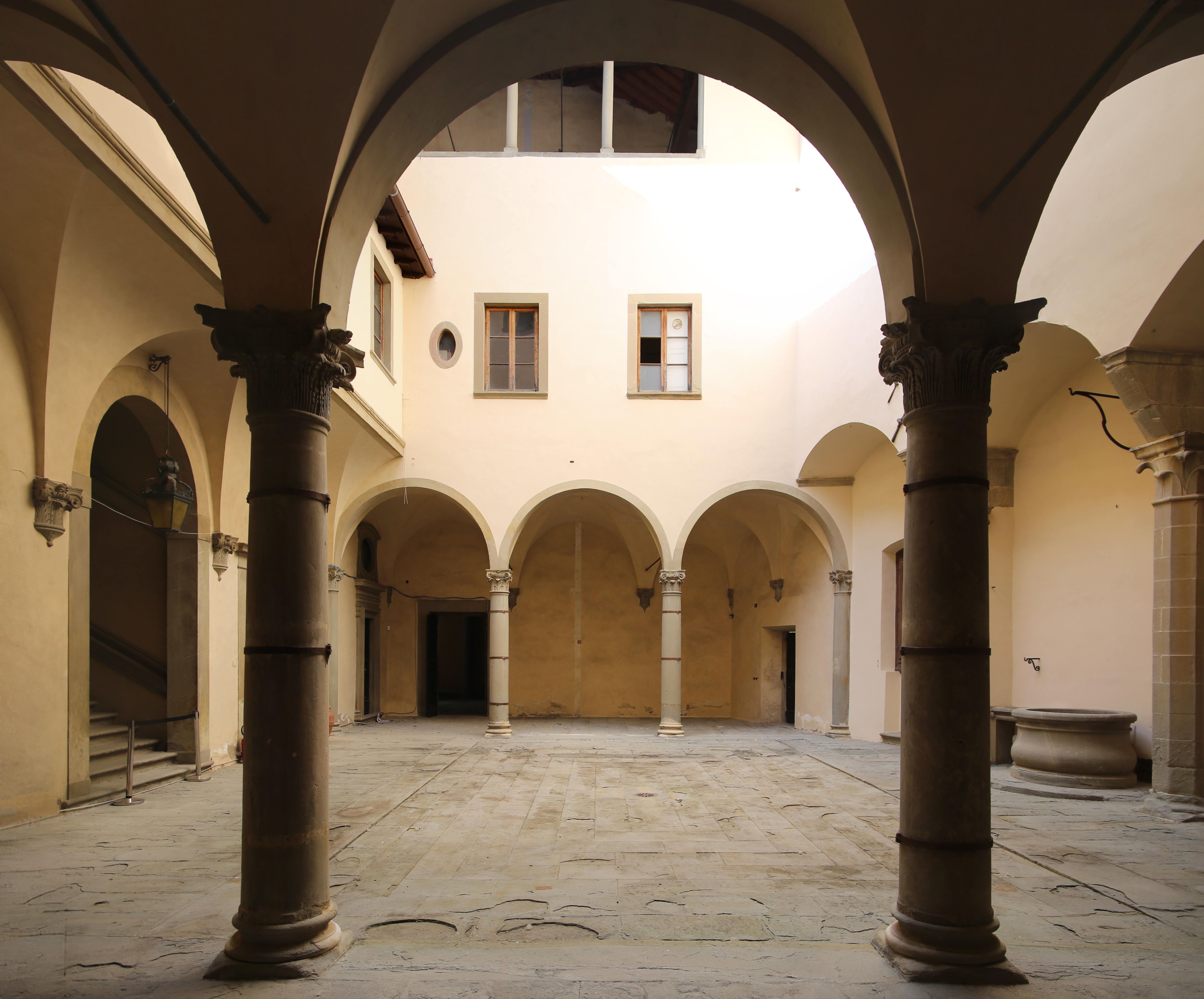
Кортиле (дворик). Архитектор Микелоццо
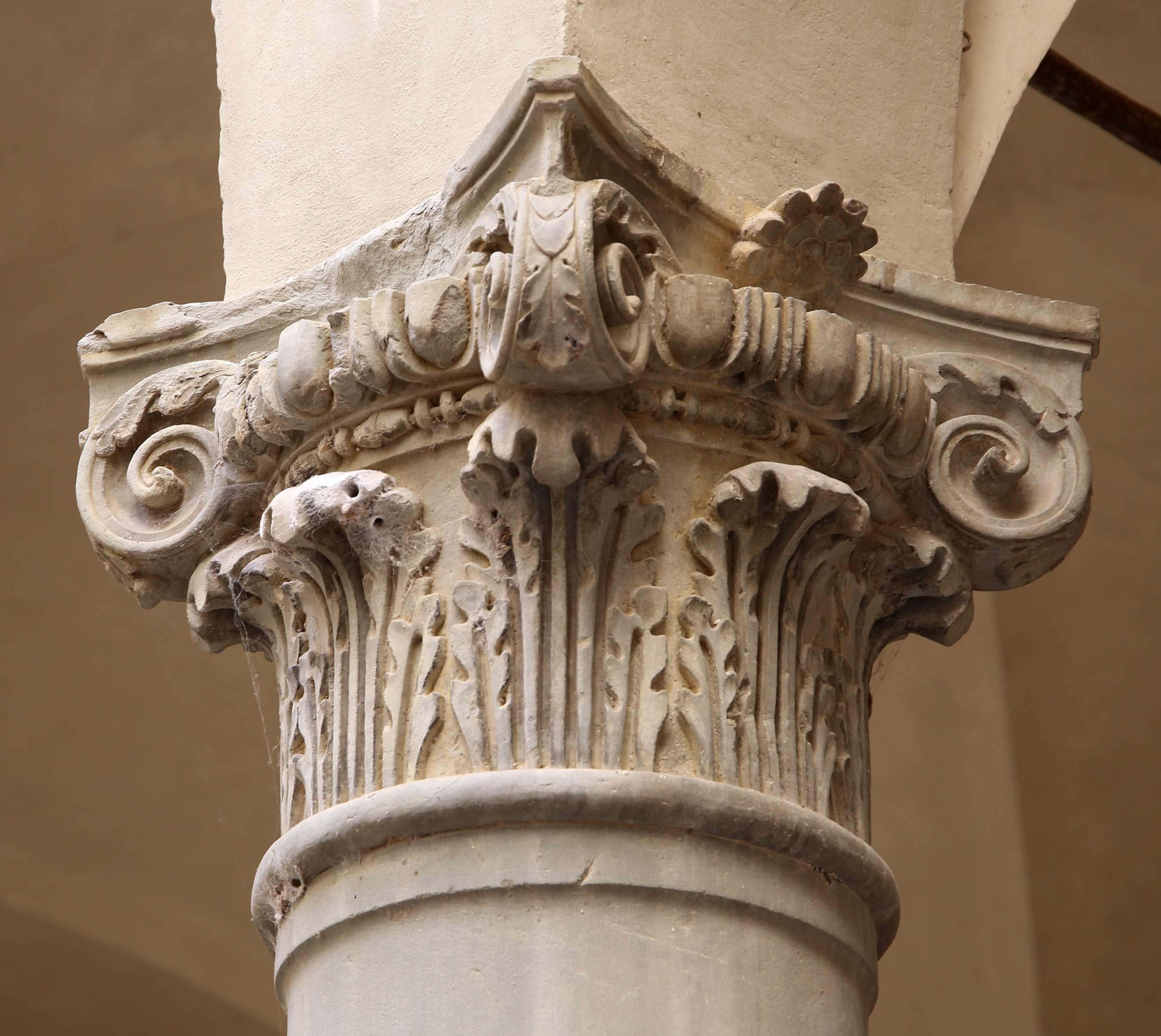
Капитель. Кортиле Микелоццо
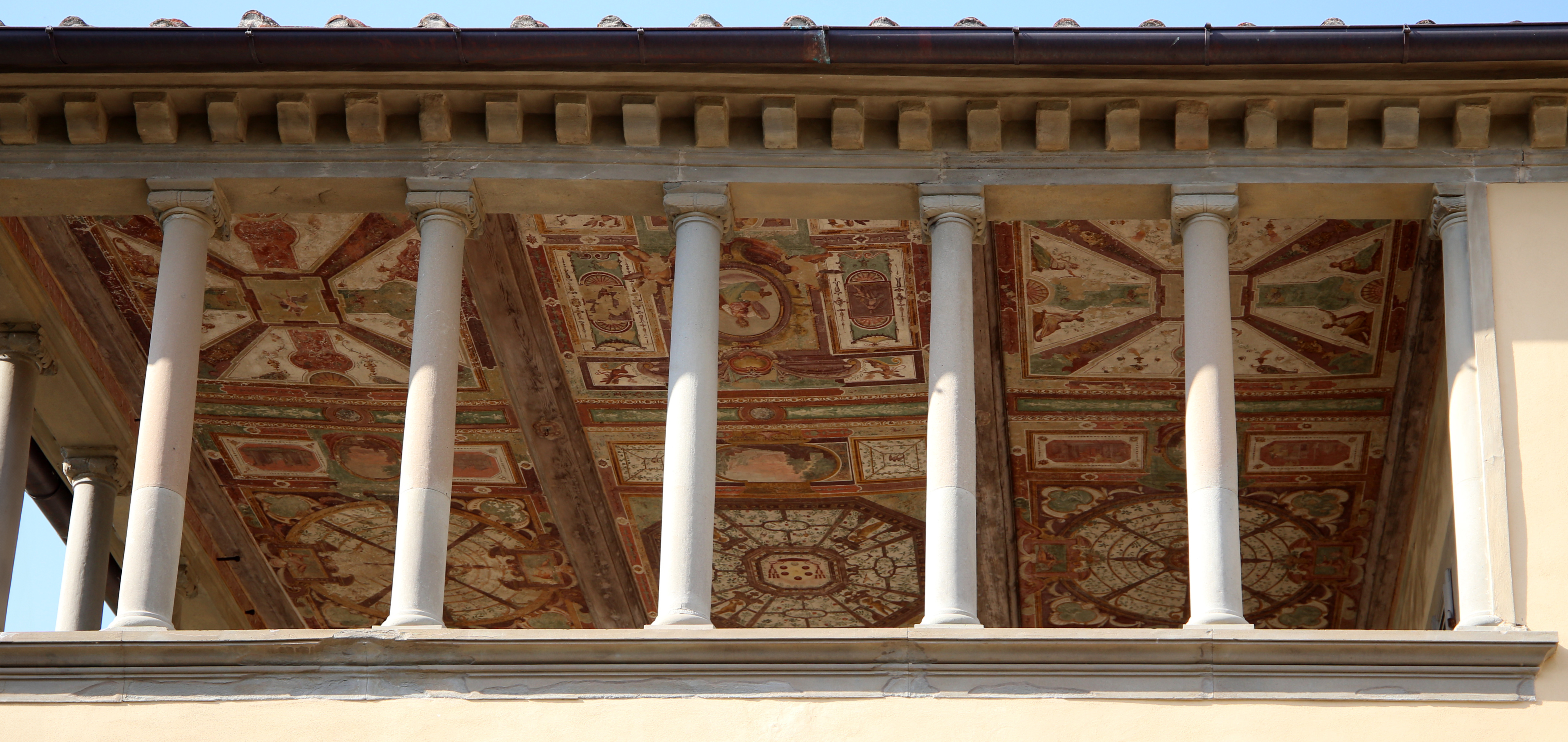
«Полуденная лоджия», или лоджетта, с фресками Якопо Кьявистелли
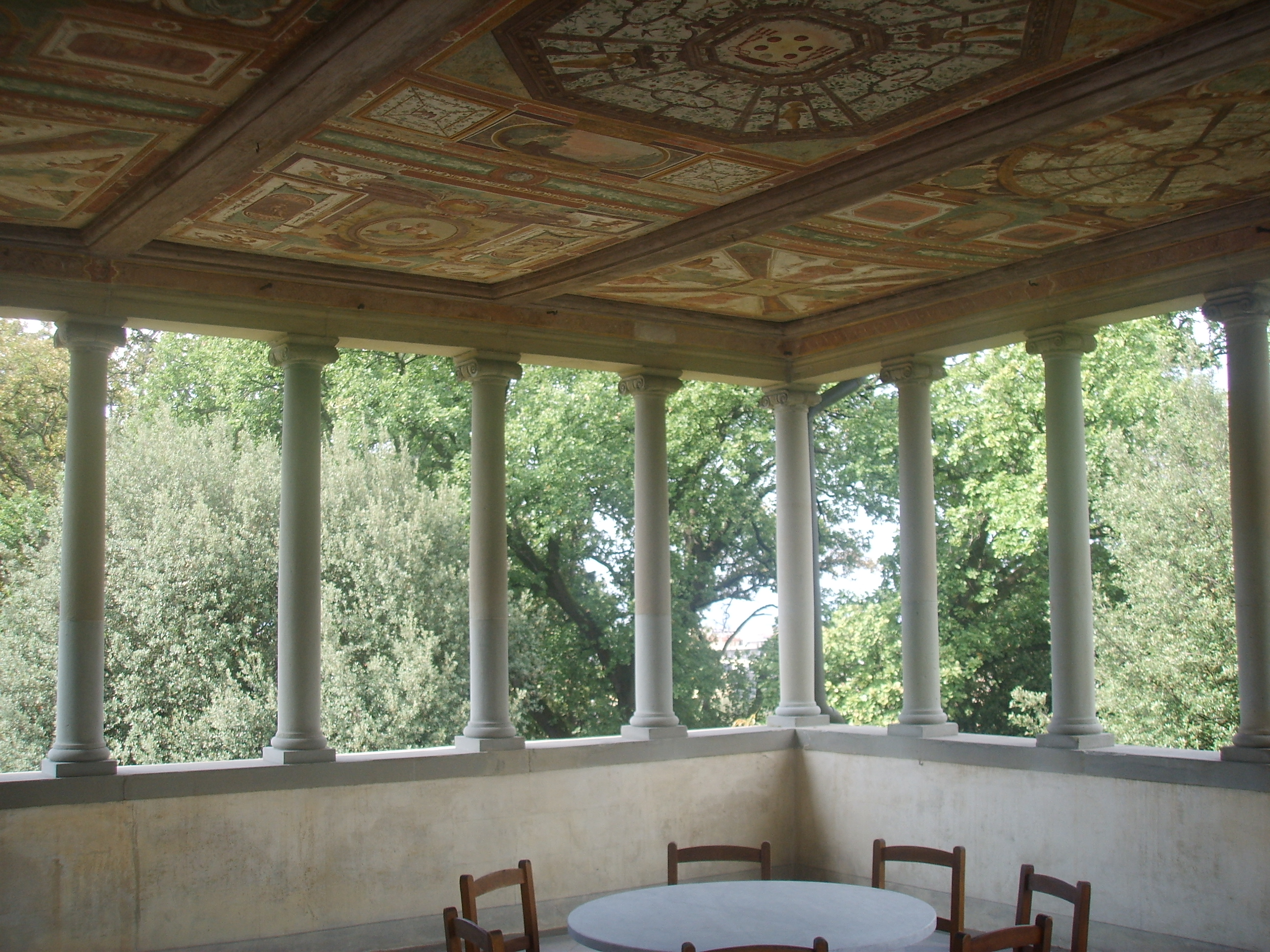
Лоджетта внутри
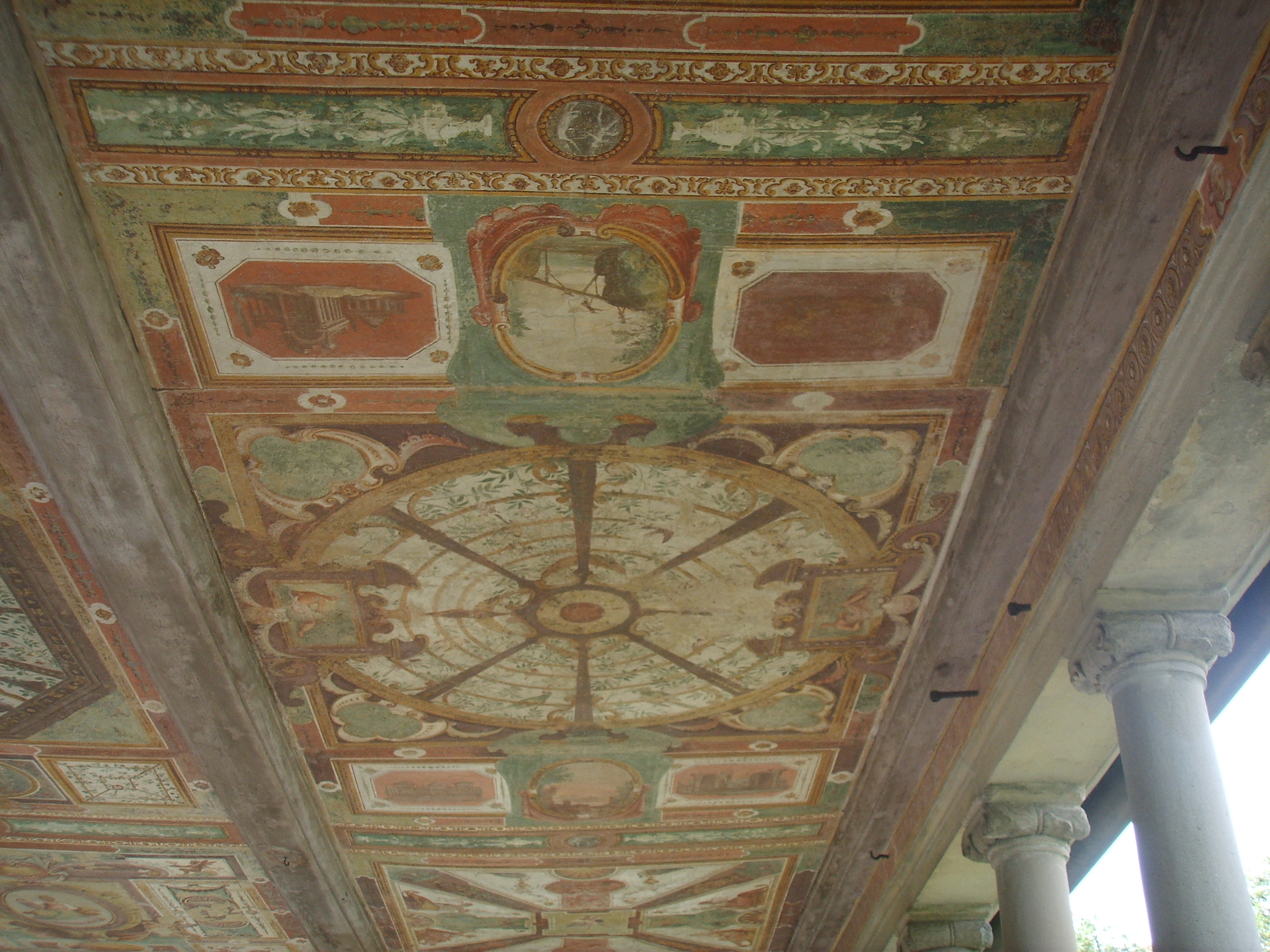
Якопо Кьявистелли. Роспись плафона лоджетты
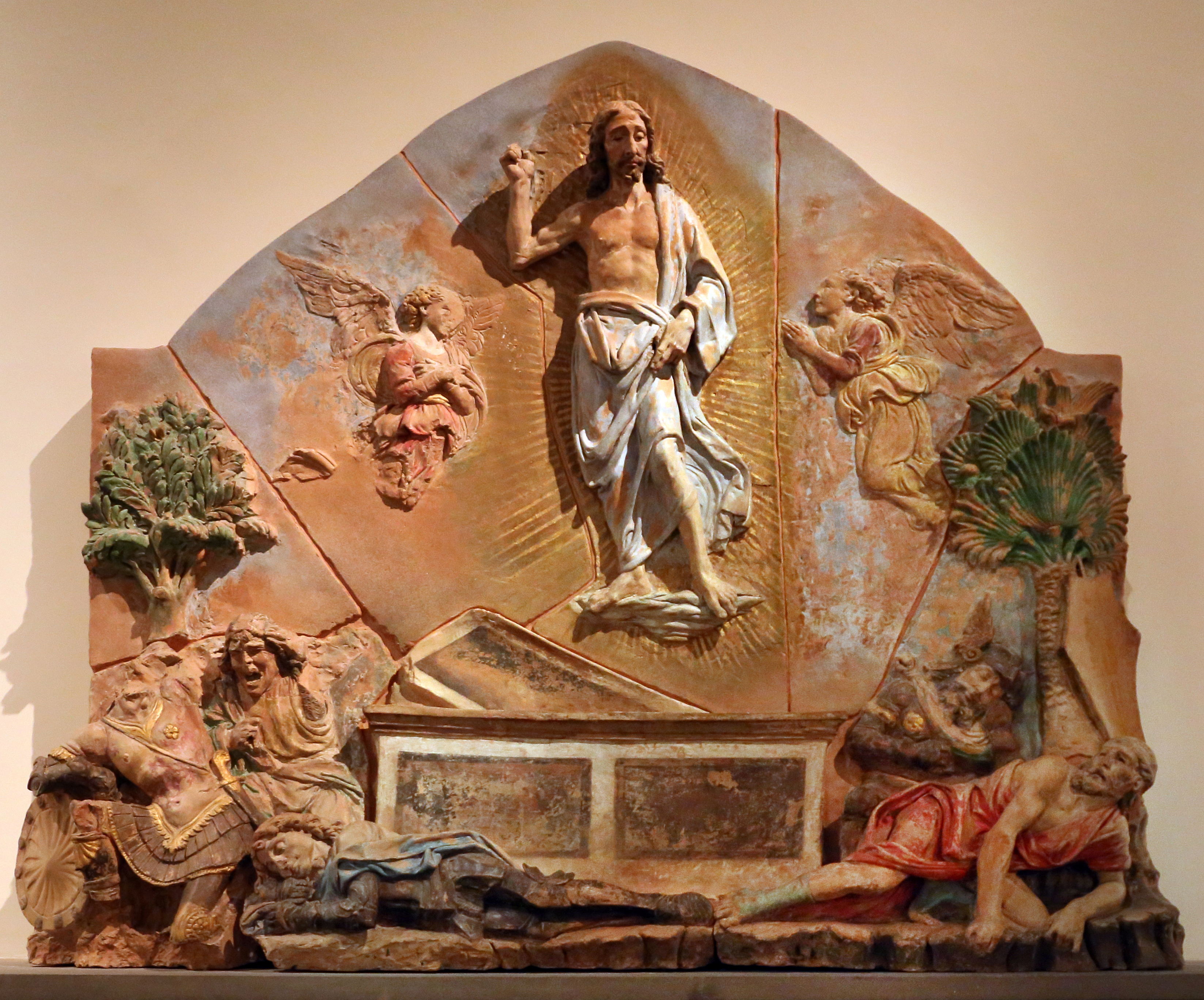
Андреа дель Верроккьо. Воскресение. Между 1478 и 1480. Терракота, роспись. Ныне в музее Барджелло, Флоренция
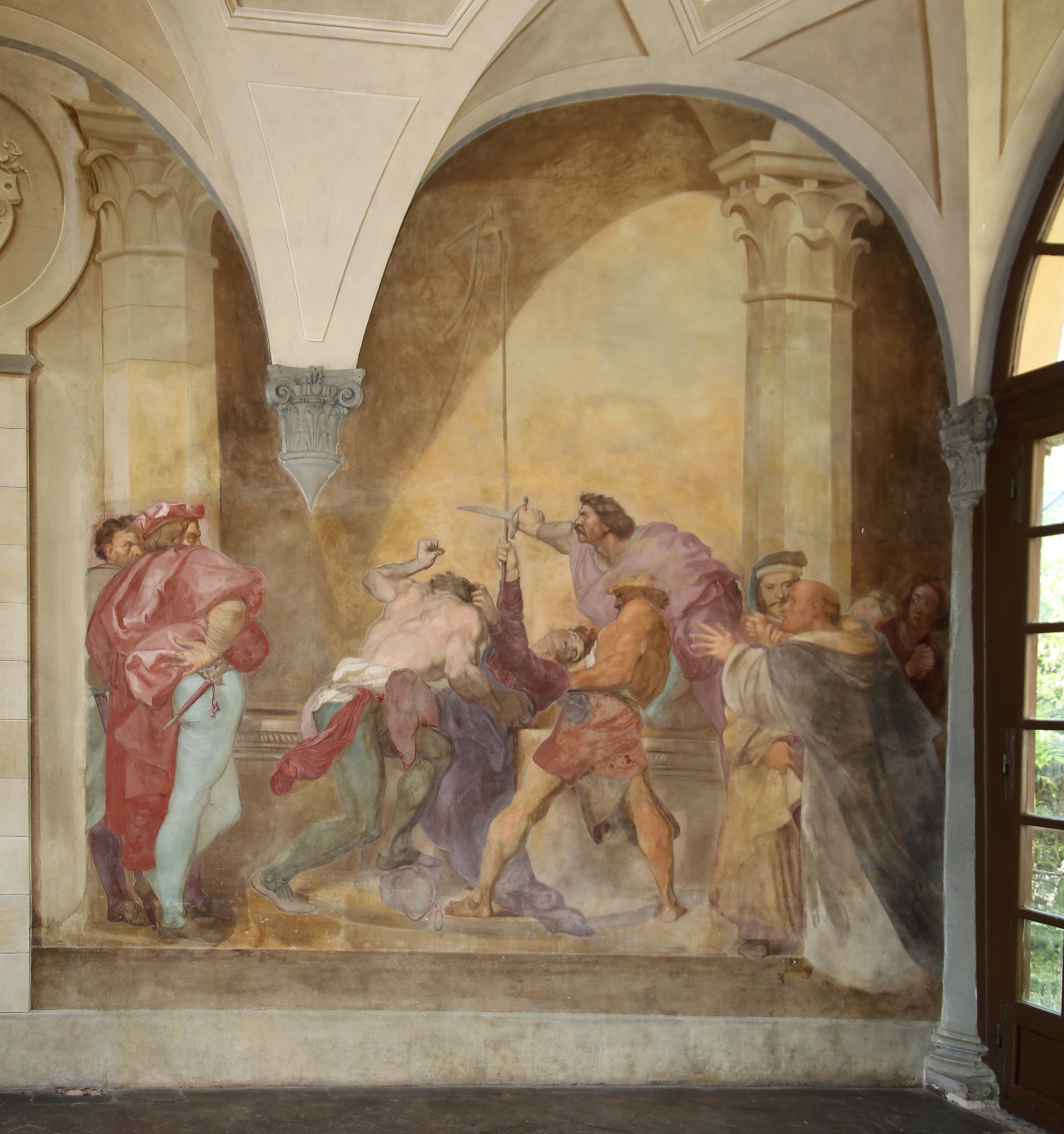
Дж. Ф. Уоттс. Убийство медика, который не смог предотвратить смерть Лоренцо Великолепного. 1845. Фреска лоджии первого этажа
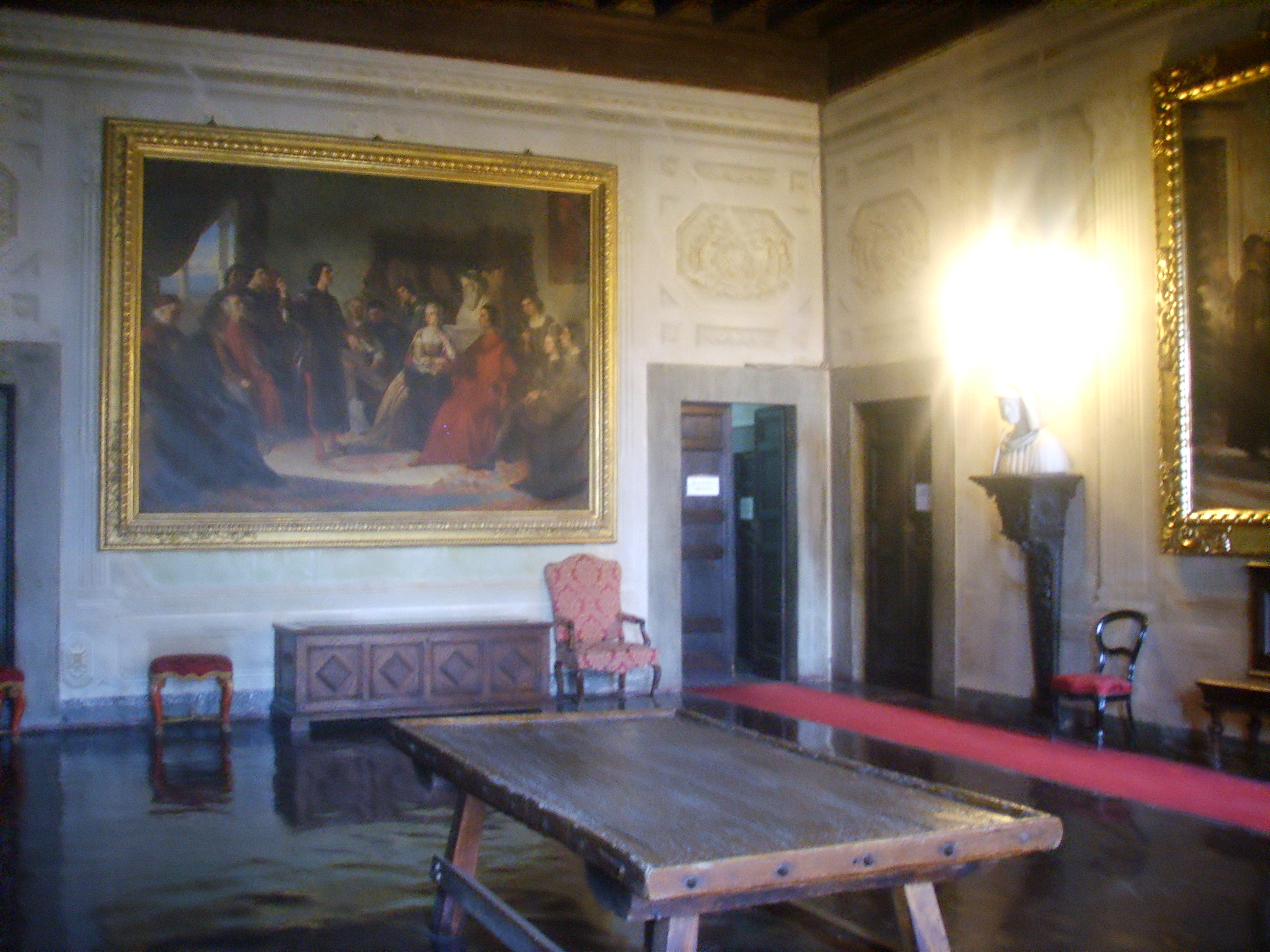
«Зал камина»
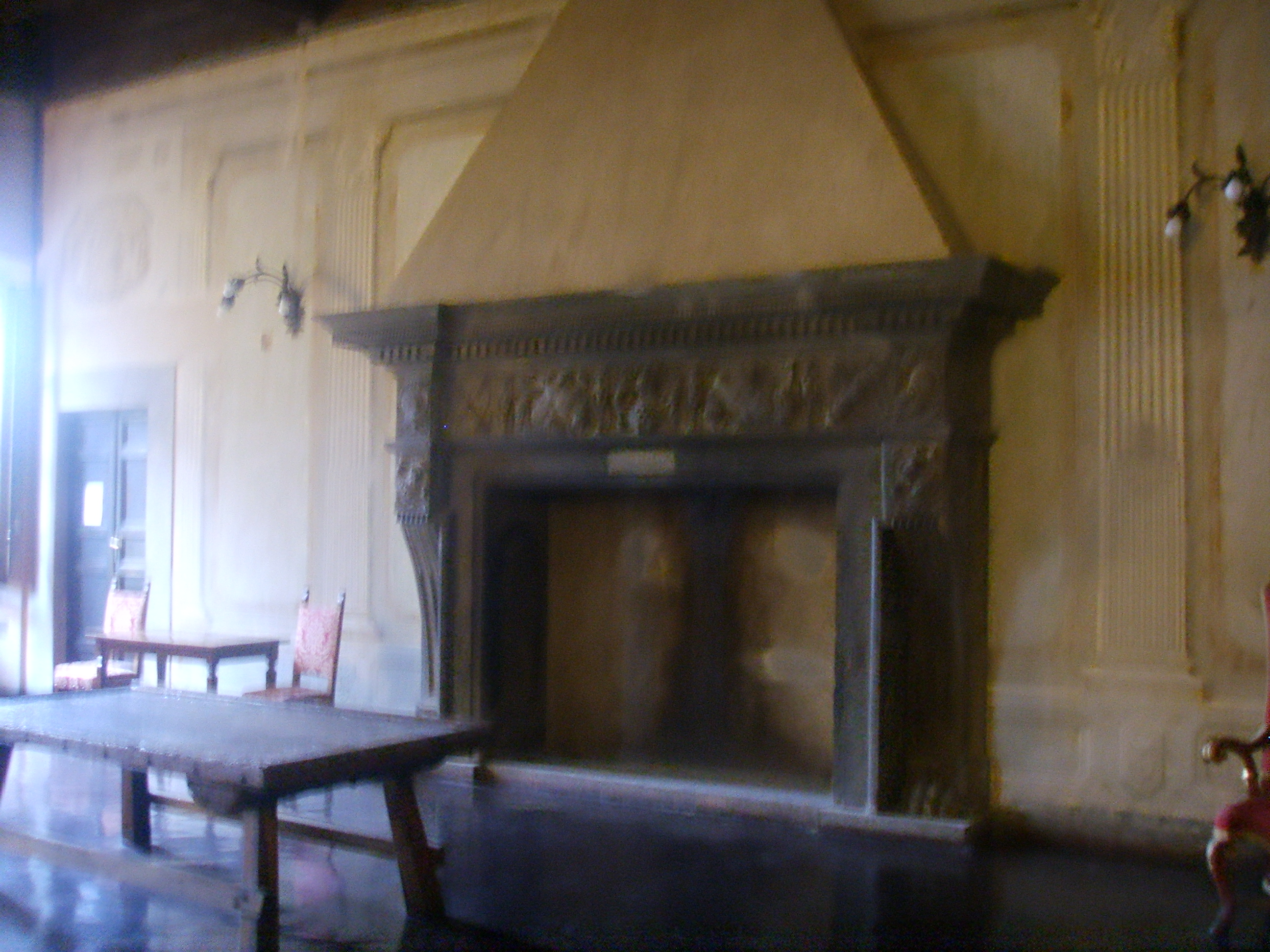
Камин
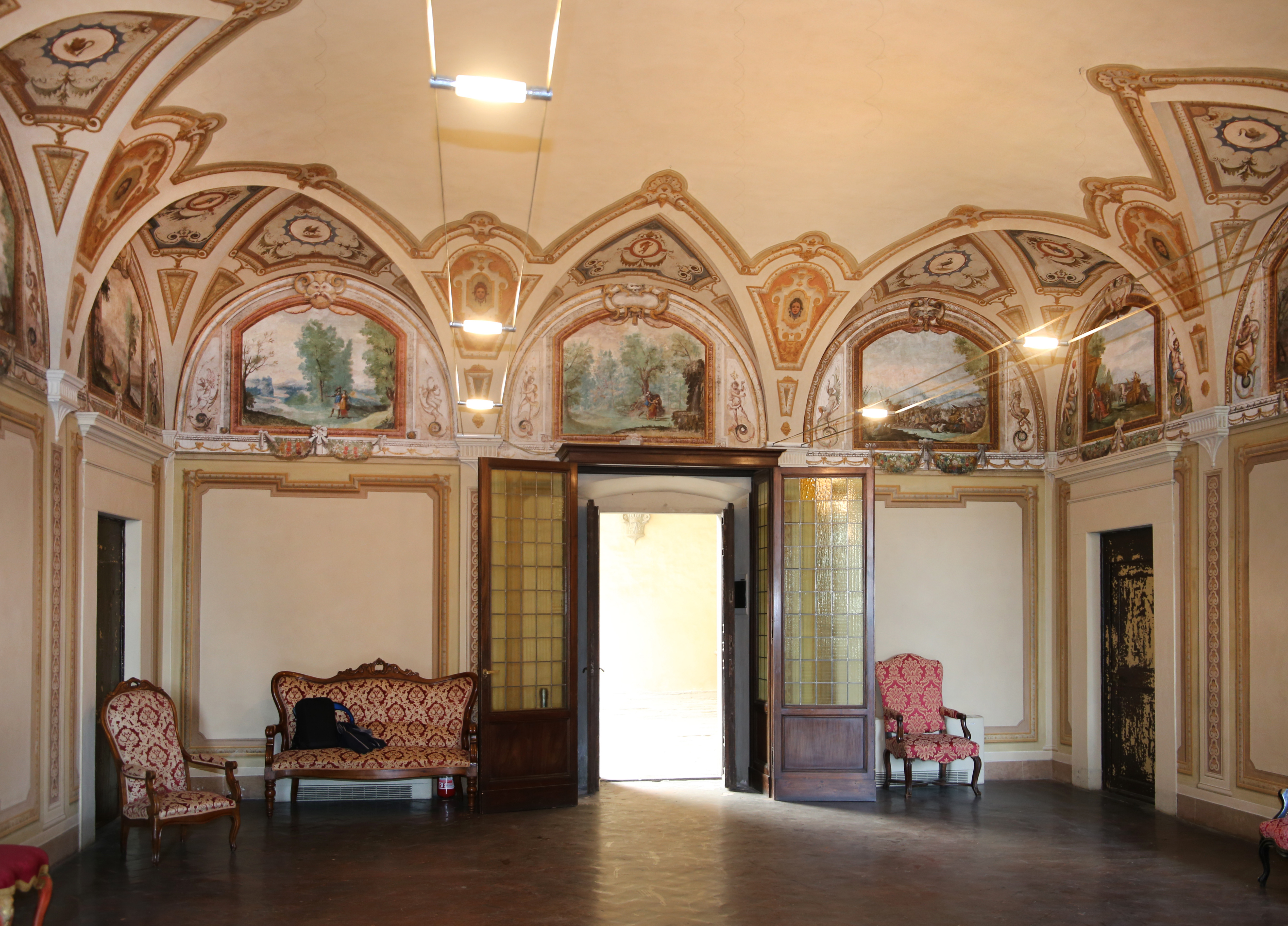
Зал «Освобождённого Иерусалима». Фрески Я. Кьявистелли и мастерской. После 1615
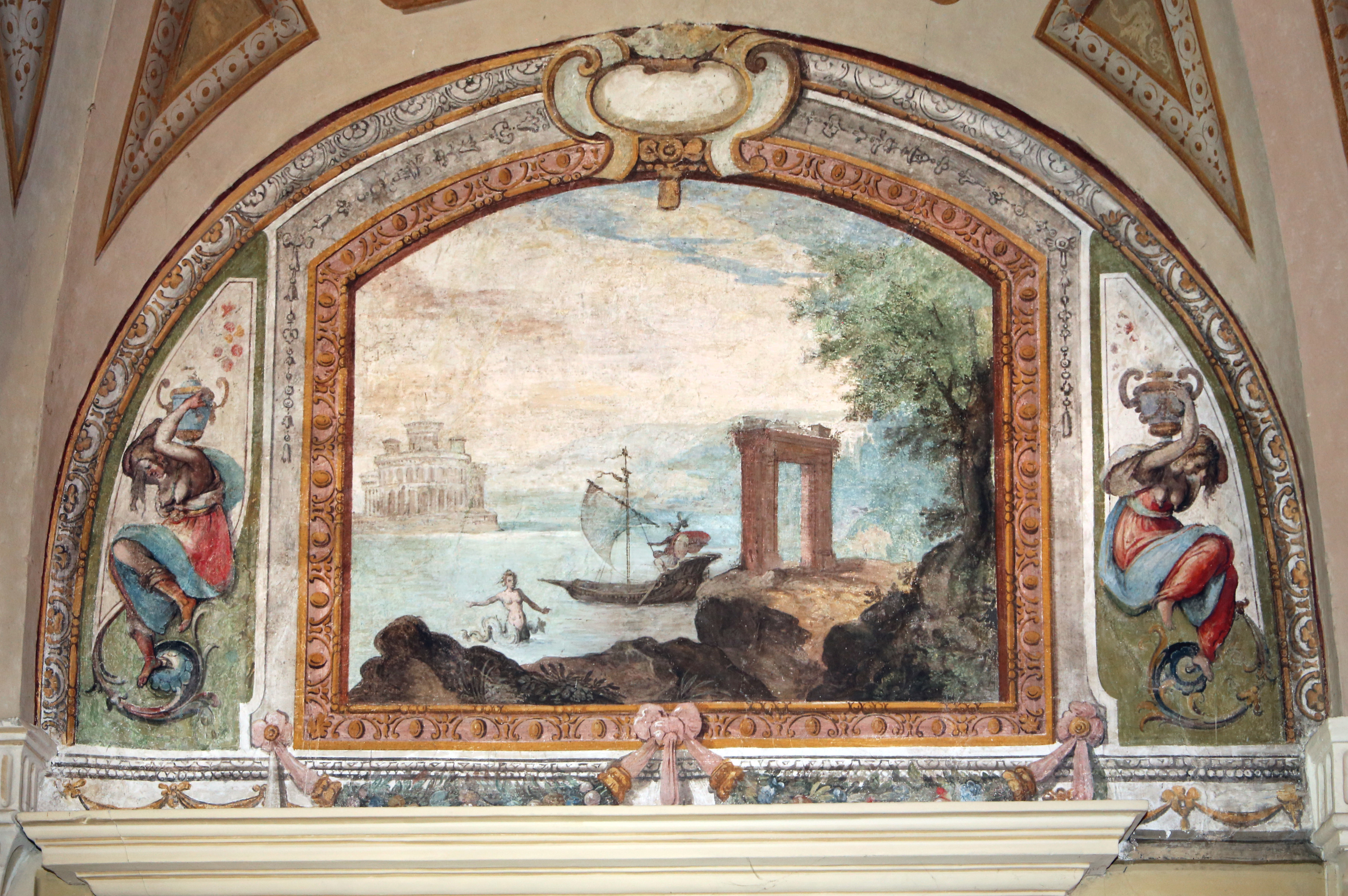
Один из люнетов зала

## Сады и дальнейшая судьба виллы
Сады виллы были устроены известными архитекторами Джулио Париджи и его сыном Альфонсо, участвовавшими в создании Садов Боболи при Палаццо Питти во Флоренции. С южной стороны виллы была проложена дорожка, размеченная цветной галькой, а также установлены две статуи гномов, которые сохранились до наших дней. Затем появились искусственные насаждения, боскеты и цветники. Часть садов относится к «итальянскому типу», другая часть с редкими растениями — к английскому типу «пейзажного парка».
После угасания рода Медичи семья Лорена начала реорганизацию всех унаследованных загородных имений, изъяв и продав те из них, которые считались второстепенными или устаревшими, и переместив мебель и украшения в наиболее важные из них. Судьба виллы Кареджи сложилась неблагоприятно, и, учитывая неудовлетворительное состояние сохранности зданий, великий герцог Пьетро Леопольдо в 1780 году решил продать все Винченцо Орси.
Позднее вилла перешла к семье Холланд, в состав которой входил министр флорентийского правительства. Владельцы виллы заказали Джорджу Фредерику Уоттсу фреску в лоджии первого этажа с видом на сад, изображающую сцену убийства медика Лоренцо Великолепного
По мере того, как рос миф о Лоренцо Великолепном, особенно в английских аристократических кругах, в 1848 году виллу приобрел сэр Фрэнсис Джозеф Слоан, который за время своего владения провёл многие значительные преобразования.

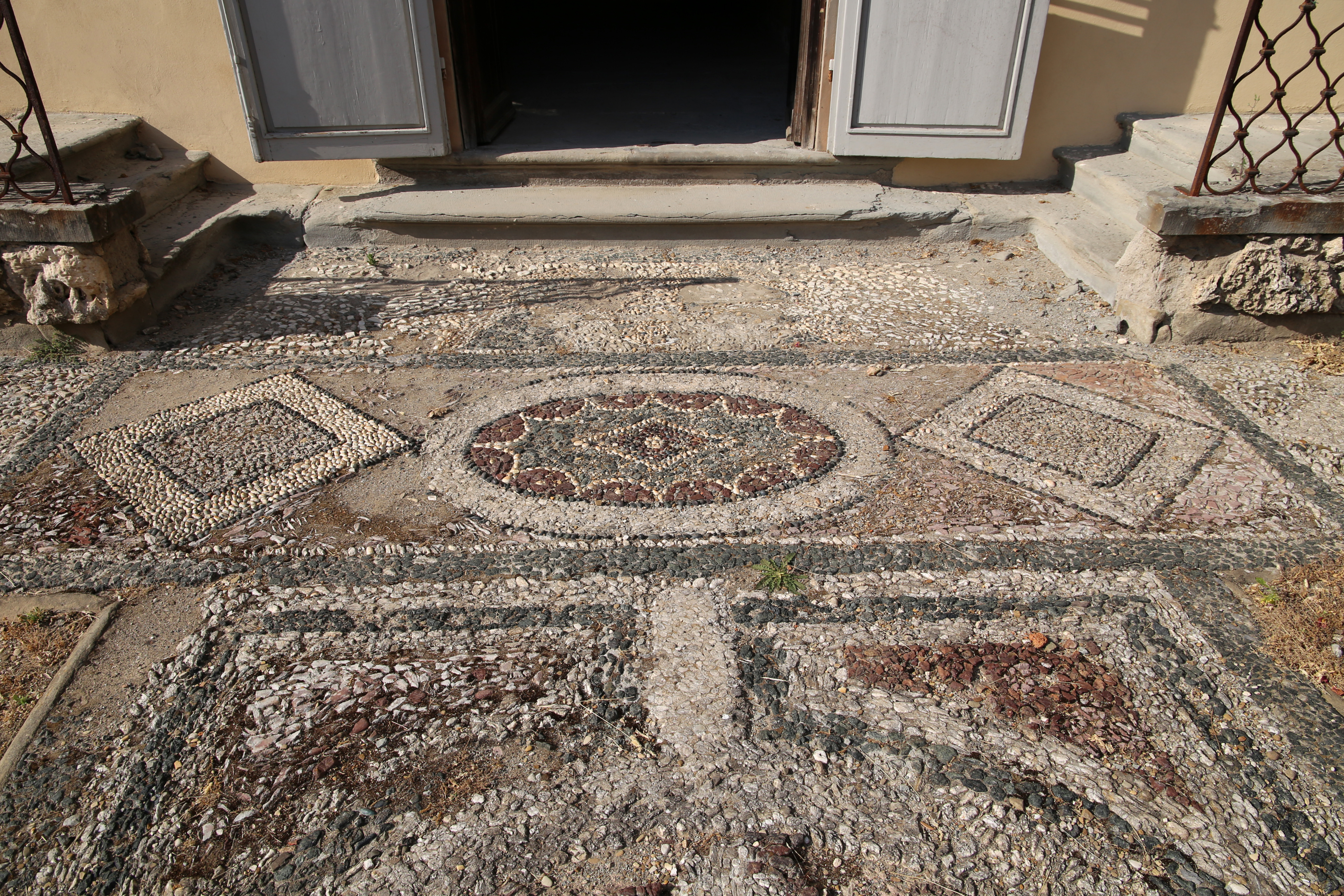
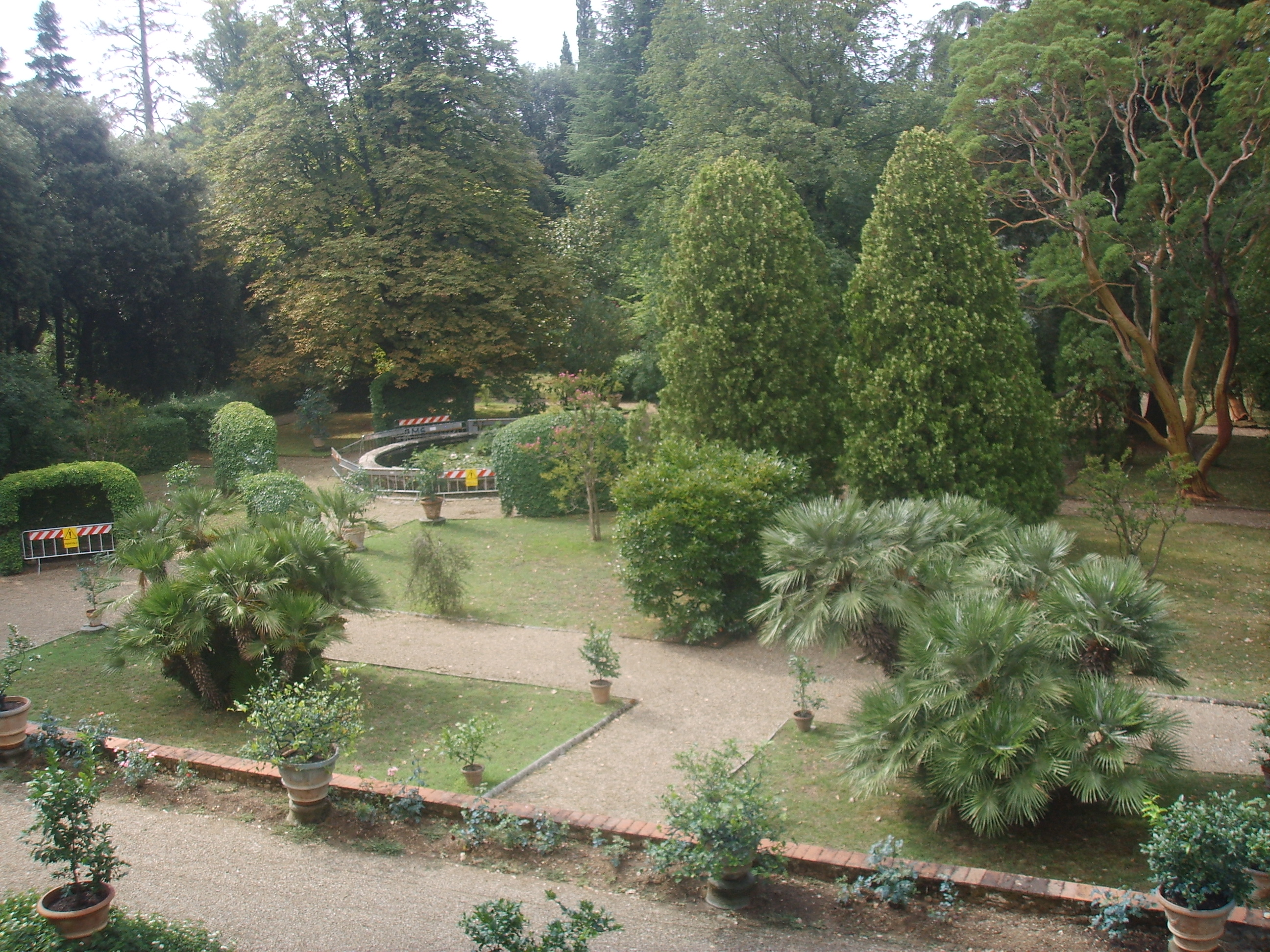
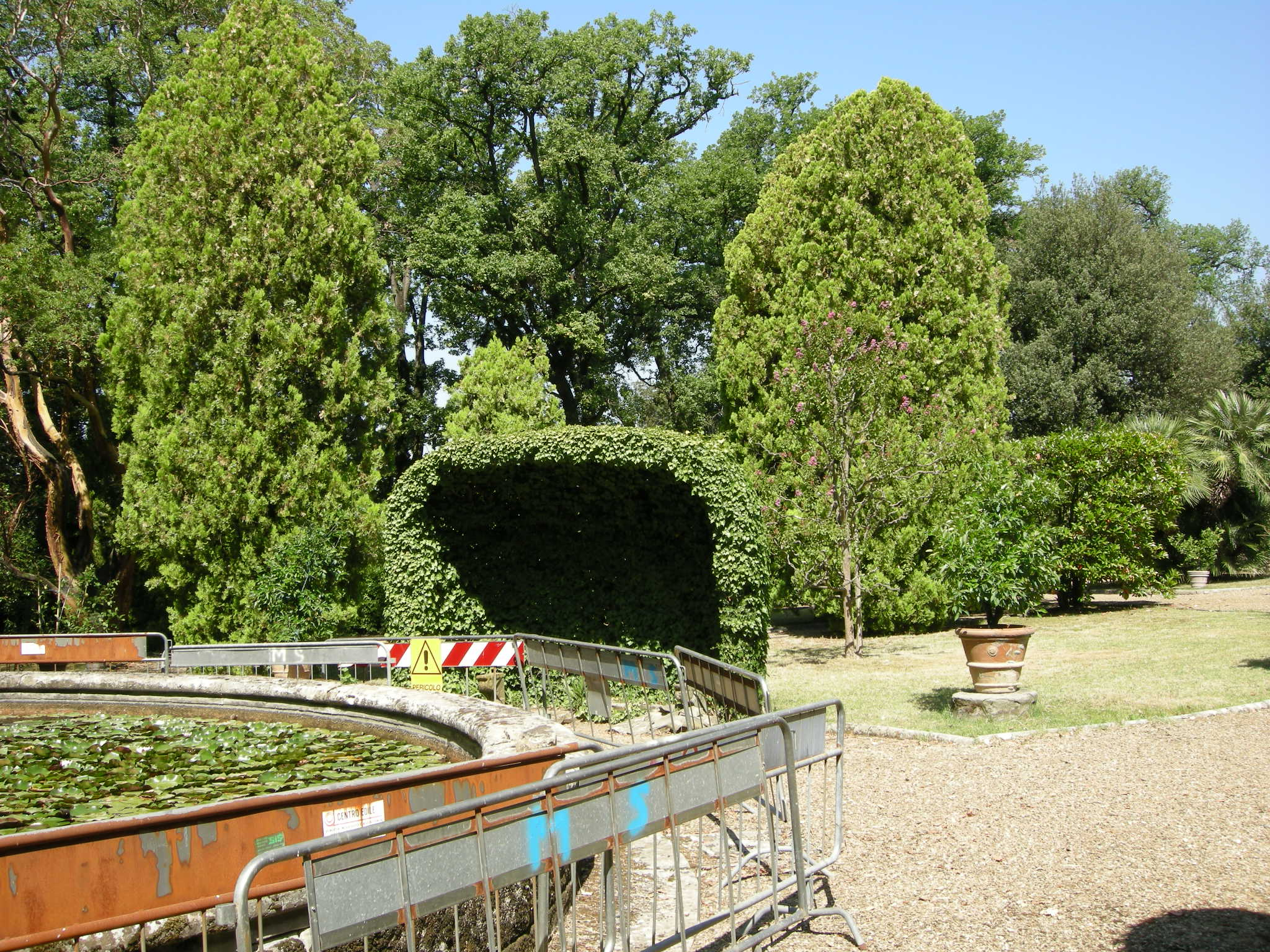
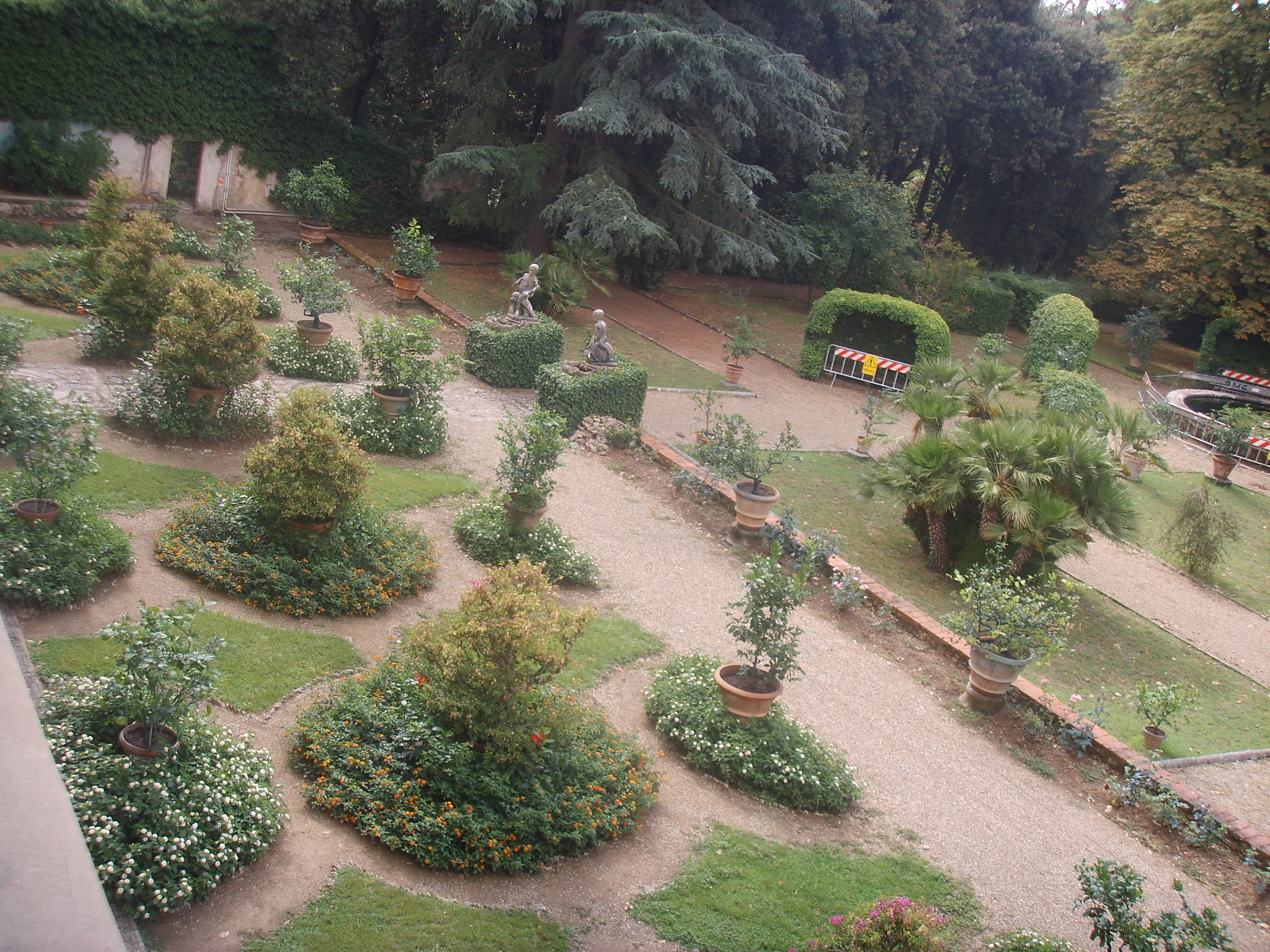
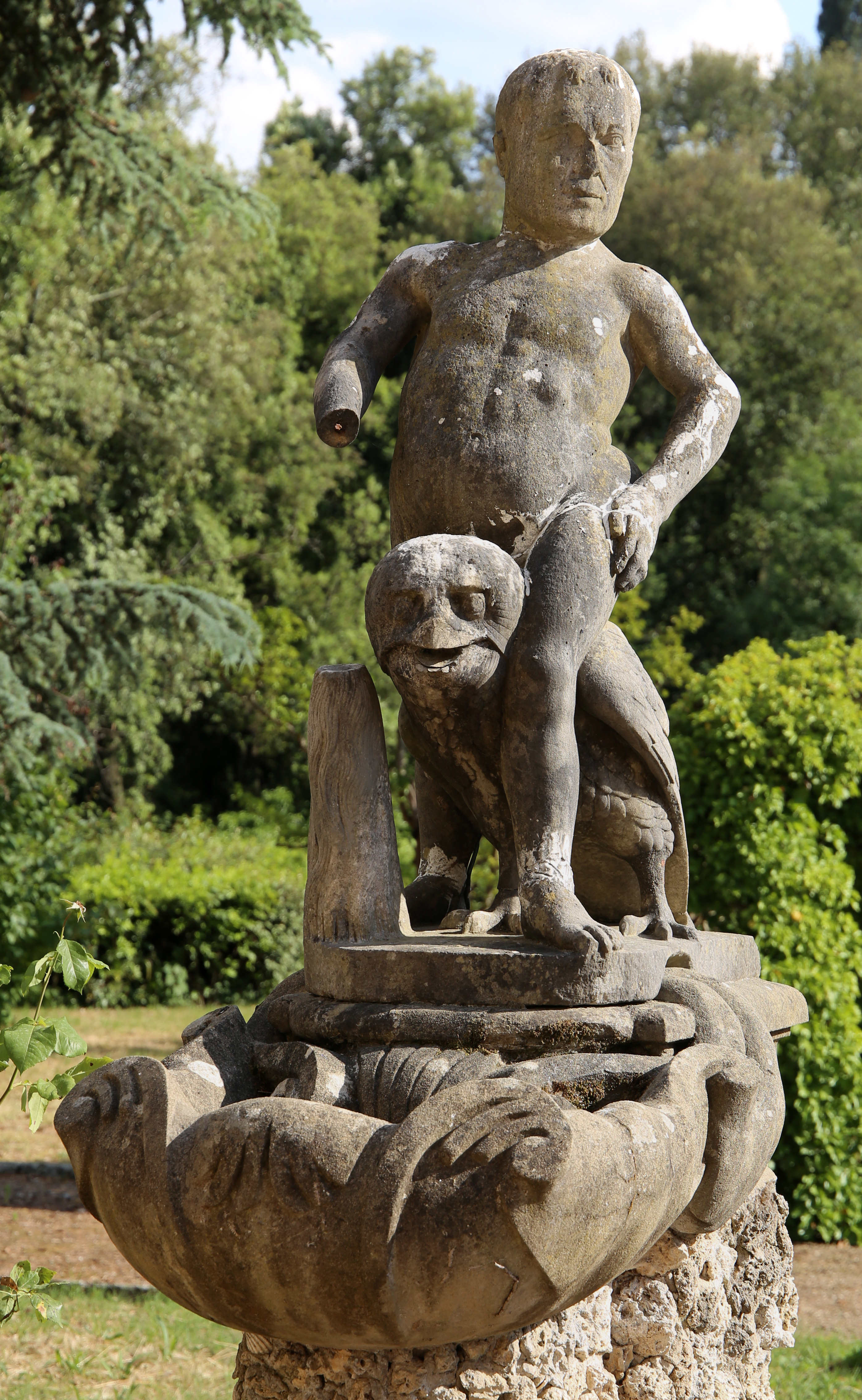
Гномы (Нани). 1600-1605
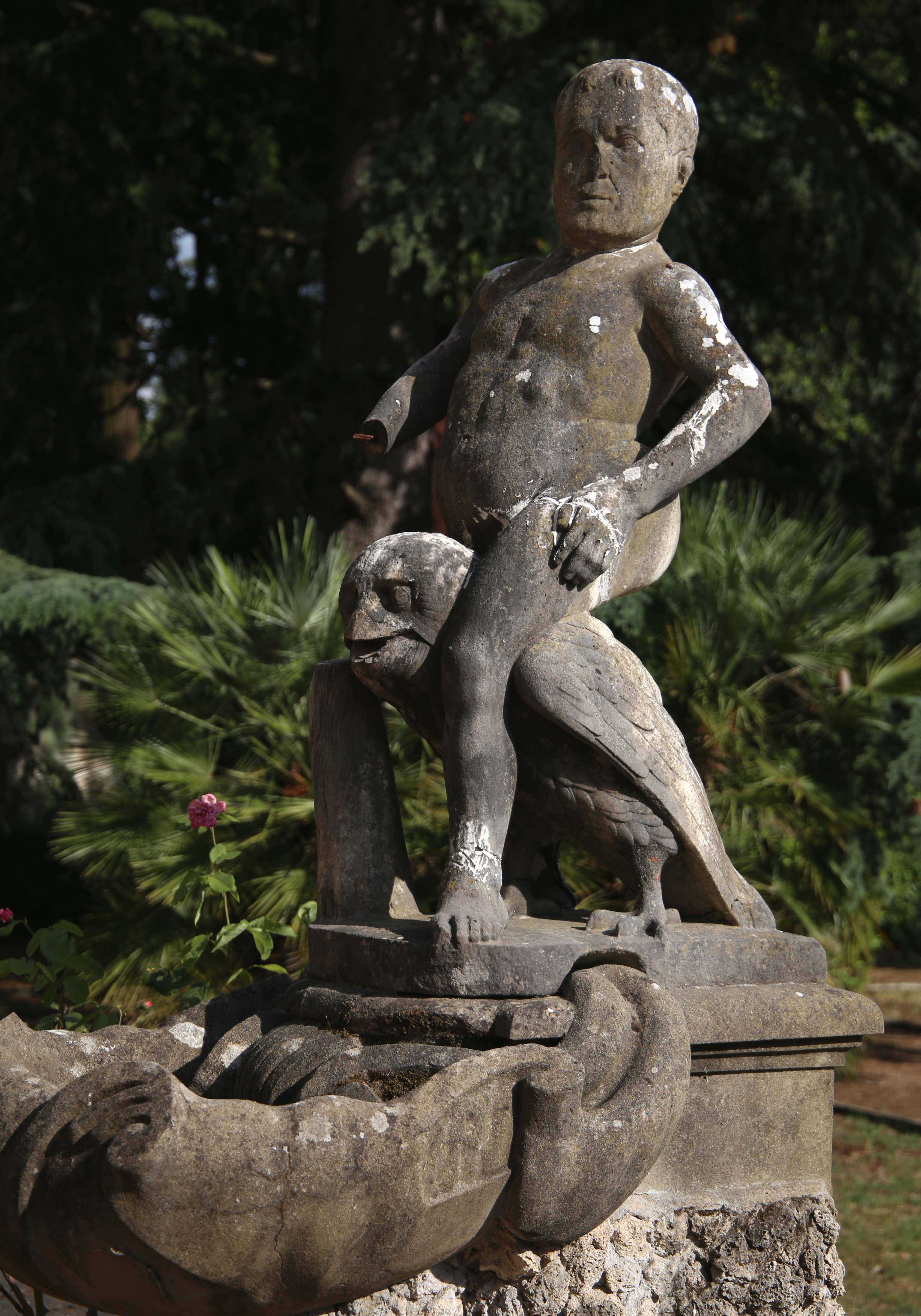
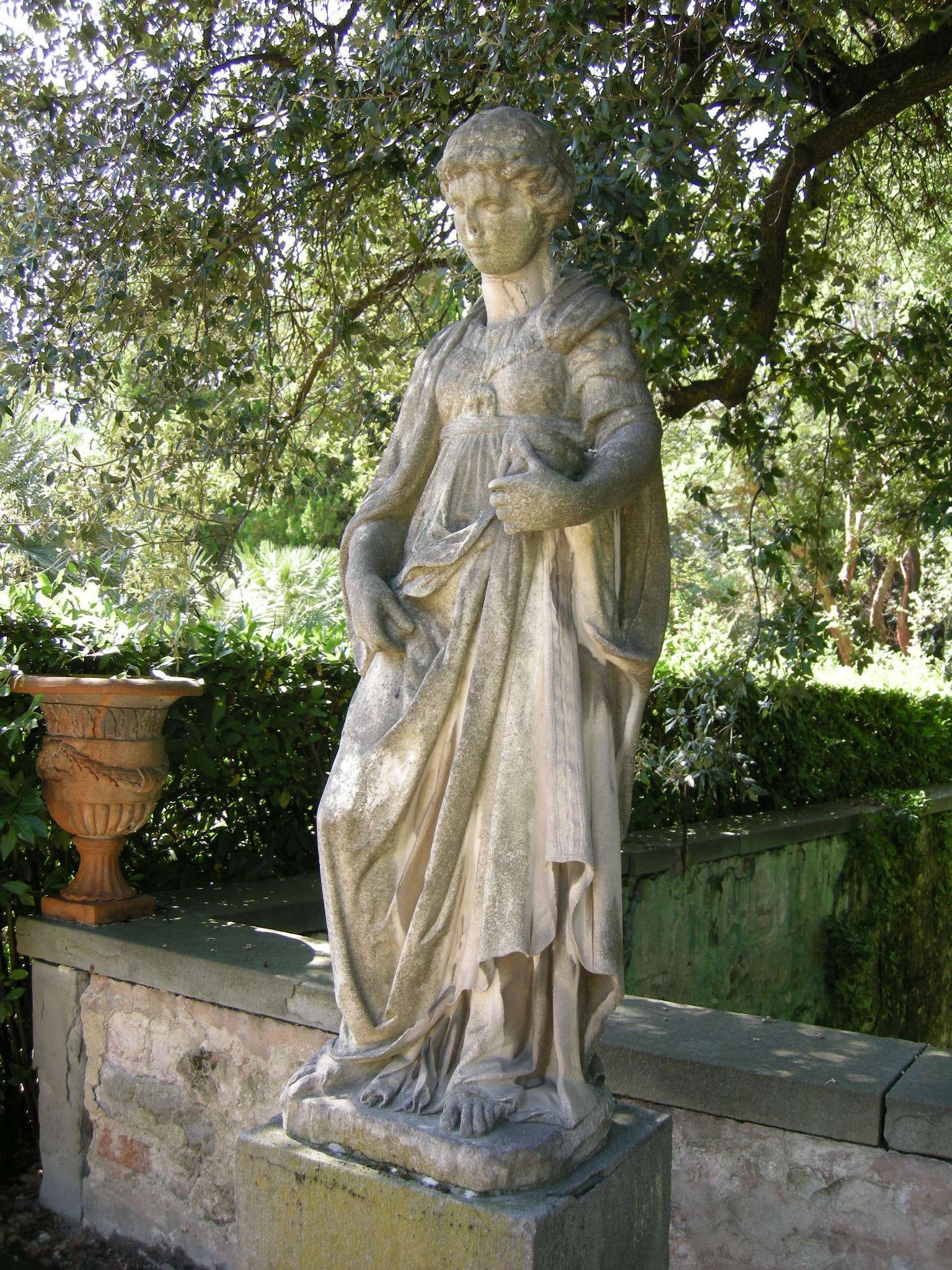
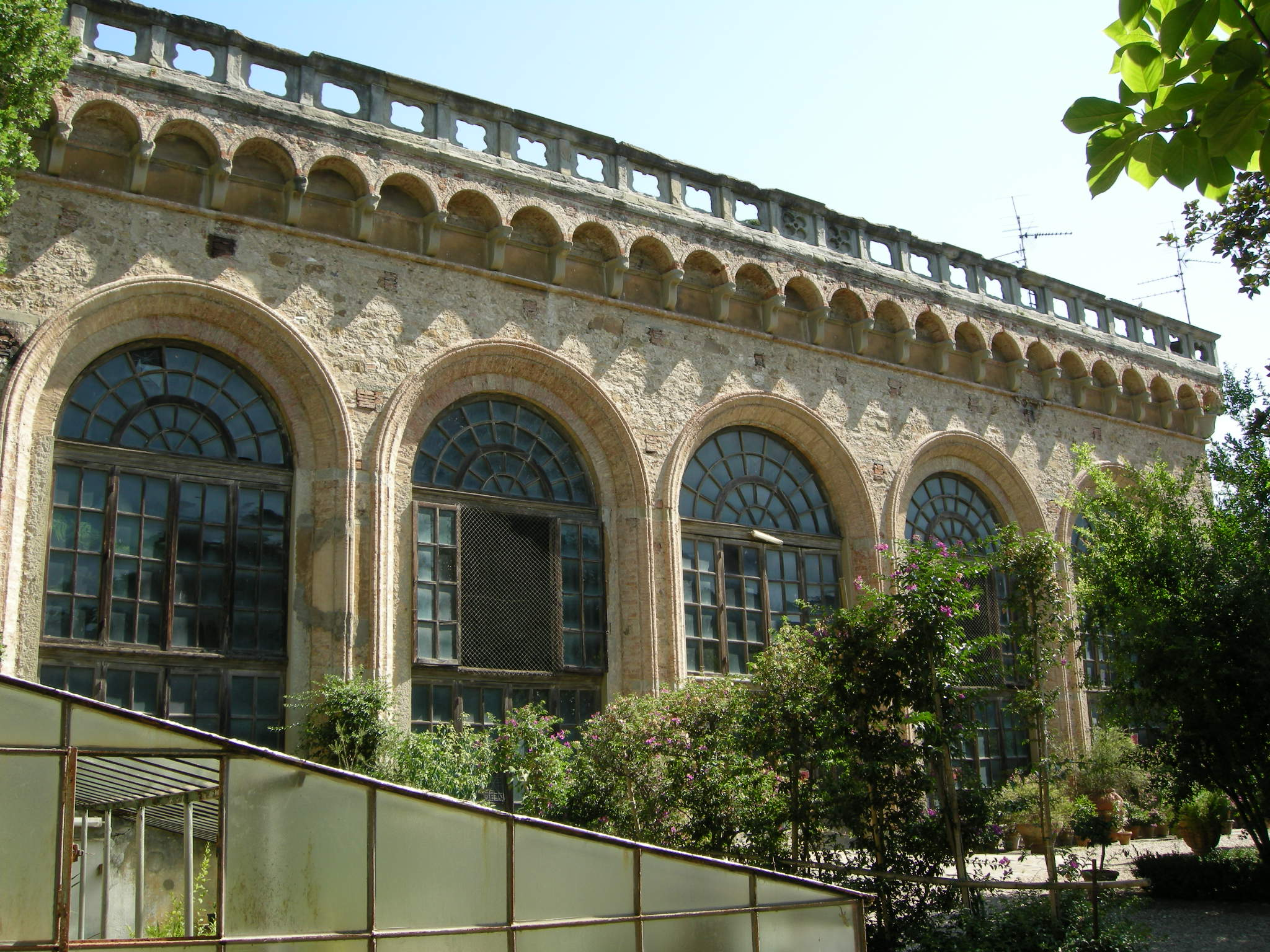
Оранжерея (лимонайя)

Сэр Слоан был увлечённым ботаником и посадил в парке много редких и необычных растений, таких как греческие земляничные деревья с красноватой корой (отсюда название «кожистые деревья»), калифорнийская секвойя ниана, кедровые деревья и многое другое. К этому же периоду относится Лимонайя (лимонный домик) и сохранившийся до сих пор большой деревянный механизм для перемещения больших горшков с цитрусовыми. После смерти сэра Слоана имущество перешло к графу Августу Бутурлину.
Последняя владелица виллы Розина Чирилло Форначиари в 1936 году продала весь комплекс больнице Санта-Мария-Нуова. Больница Кареджи, крупнейшая во Флоренции, была построена на большей части её владений, и с тех пор на вилле размещаются учреждения, которые впоследствии образовали университетскую клинику Кареджи.
В 2013 году вилла перешла в собственность региона Тоскана, который проводит полную реставрацию здания и садов с целью сделать виллу отдельным музеем Уффици. В конце того же года Вилла Кареджи вместе с другими виллами и садами Медичи была включена в список Всемирного наследия ЮНЕСКО.